# Izalco (Vulkan)
Der Vulkan Izalco (span. Volcán de Izalco) ist ein Vulkan im Departamento Santa Ana in El Salvador.

## Entstehung
Der Vulkan Izalco ist der jüngste Vulkan in El Salvador und einer der jüngsten des amerikanischen Kontinentes. Er entstand 1770, als aus einem Stroma an der südlichen Flanke des Volcán Santa Ana Rauch und Asche strömte. 196 Jahre bis 1958 hatte der neue Vulkan nahezu ununterbrochen Eruptionen. Die Eruptionen waren so regelmäßig, dass er für die Schifffahrt auf dem Pazifik als Faro del Pacífico (Leuchtturm des Pazifiks) zur Orientierung diente. Durch die Eruptionen wurde ein Kegel von 650 m Höhe über der Ebene gebildet, was 1952 m über dem Meer entspricht. Bei einem Vulkanausbruch 1926 wurde das Dorf Matazano verschüttet und 56 Menschen getötet.
Der Krater hat einen Durchmesser von 250 Meter. Die letzte Eruption war 1966. Ein Hotel war auf dem nahegelegenen Cerro Verde mit Blick auf den ausbrechenden Vulkan errichtet worden, aber der Vulkan stellte die Eruptionen kurz vor Fertigstellung des Hotels ein.
Seit damals wurde eine Reduzierung der Aktivität und der Temperatur seiner Rauchgase festgestellt. Der Izalco ist ein Schichtvulkan mit strombolianischer Aktivität. Die letzte Eruption war gewaltig und zerstörte die Spitze des Vulkans, was dazu führte, dass die Höhe des Vulkans sich um 200 Meter verringerte. Der Vulkan befindet sich in einem ertragreichen Gebiet von Kaffeefincas, Kakaobäumen und Zuckerrohrfeldern.

## Umgebung
An seiner Flanke liegt das Municipio Izalco.

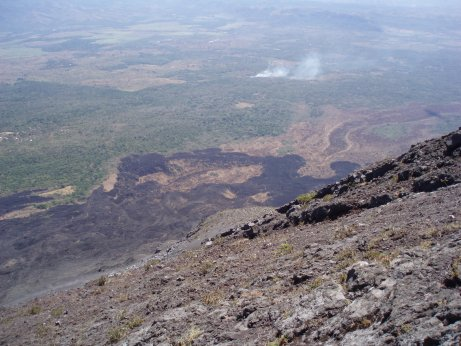
1966: Lava fließt aus der Flanke über erkaltete Lava. Aufnahme nach Süden.

## Typlokalität
Izalco gilt als Typlokalität (erster Fundort) für folgende Minerale: Bannermanit, Blossit, Fingerit, Howardevansit, Lyonsit, Mcbirneyit, Stoiberit und Ziesit. Insgesamt konnten hier bisher 19 verschiedene Minerale bzw. ihre Varietäten entdeckt werden (Stand: 2013), wie unter anderem Augit, die Feldspatvertreter Andesin, Bytownit und Labradorit und die Sulfate Chalkanthit und Thénardit.